# Risløkka Station
Risløkka Station (Risløkka stasjon) er en metrostation på Grorudbanen på T-banen i Oslo. Stationen ligger lige nord for Østre Aker vei i bydelen Bjerke. Den er delvist placeret på en bro over Risløkkallee med banen kommende over jorden fra Økern og fortsættende sådan til Vollebekk.
Statens vegvesen og Oslo trafikkstasjon ligger på den sydlige side af stationen.